# Hiroshi Fukushima
Hiroshi Fukushima (født 14. juli 1982) er en tidligere japansk fodboldspiller.
Han har spillet for flere forskellige klubber i sin karriere, herunder Avispa Fukuoka.